# Giuseppe Leonardi (patriota)
Giuseppe Leonardi (Riva del Garda, 6 giugno 1840 – Malcesine, 17 agosto 1911) è stato un patriota italiano,  volontario nella spedizione dei Mille e irredentista trentino.

## Biografia
Nacque a Riva del Garda, territorio asburgico, nel 1840. Giovanissimo abbracciò gli ideali del risorgimento irredentista trentino. Nel 1859 varcato furtivamente in Val di Ledro il confine di Stato tra il Regno d'Italia e l'Austria,  Giuseppe Leonardi si recò a Parma ove si arruolò come volontario nell'esercito dell'Italia centrale, e fu aggregato al 39º Reggimento fanteria della Brigata “Bologna”, della quale facevano parte più di cento volontari giunti dal  Trentino.
Congedatosi nel maggio del 1860 si recò a Milano per arruolarsi fra i volontari della spedizione dei Mille di Giuseppe Garibaldi, con i quali combatté a Calatafimi e nella presa di Palermo, ove fu ferito gravemente al braccio e alla gamba.
Stabilitosi successivamente a Brescia impiegandosi come scrivano presso un notaio, mantenne forti legami politici con il trentino Ergisto Bezzi, pure de I Mille con il quale progettò l'insurrezione armata della popolazione del  Trentino e del Cadore contro l'Impero austriaco. Così tra il 13 e il 16 novembre del 1864 una colonna di patrioti, forte di 150 uomini, marciò da Brescia verso la Valtrompia con l'intento di penetrare in Trentino attraverso il Passo Maniva e Bagolino. Il gruppo si armò a Pieve di Lumezzane con fucili e bombe all'Orsini, ma dopo una marcia estenuante nella neve gli insorti furono fermati a Collio dai carabinieri e dall'esercito e arrestati. Giuseppe Leonardi fu tradotto presso il carcere militare di Alessandria e ivi detenuto per 78 giorni.
Nel maggio del 1866 con la mobilitazione del regio esercito italiano per l'imminente guerra contro l'Austria,  Leonardi si arruolò nel Corpo Volontari Italiani di Giuseppe Garibaldi e fu incorporato nel 2º Reggimento Volontari Italiani del tenente colonnello Pietro Spinazzi. Assegnato alla 16ª Compagnia, 4º Battaglione del maggiore Cesare Bernieri. Prese parte  alle Operazioni in Val Vestino (1866) e all'occupazione di Campi di Riva del Garda, che rappresentò il punto massimo di penetrazione del corpo garibaldino in Trentino.
Stabilitosi a Brescia, poi a Limone sul Garda e infine nel 1899 con il secondo matrimonio a Malcesine, ove morì il 17 agosto 1911.